# 5.8×21mm
5.8×21mm DAP92是一种由中华人民共和国自行研制的小口径军用手枪子弹，以侵彻力高和形成大容积空腔伤道的能力见长。

## 概述
5.8×21毫米子弹因为在1992年研制成功而命名為DAP-92。DAP-92式子弹研制的初衷是取代当时解放军使用的7.62×25毫米托卡列夫手枪子弹及与其相关的轻武器，其发射所造成的伤口可以与标准型9×19公釐帕拉貝倫彈相当甚至更大。这种子彈是以标准來提供两种口徑，并且使用亚音速版本的设计。无论是正式使用的92式手槍（QSZ-92，QSZ为源自拼音“枪—手—自动”的类别代码）還是05式微声冲锋枪（QCW-05，QCW为源自拼音“枪—冲锋—微声”的类别代码）都会提供9×19公釐帕拉貝倫彈的口径版本以作出口用途（QSZ-92和QCW-05的9毫米口径版本為QSZ-92-9和CS/LS2型冲锋枪），QSZ-92和QCW-05并是解放军的制式武器之一。不过，如果想消声效果更好的话，就要使用DCV-05微声弹配合消声器使用。
5.8×21毫米比同类的西方个人防卫武器弹药（例如5.7×28毫米和4.6×30毫米）的槍口初速稍逊。它具有一颗细长的3克（46格令）钢铅复合弹芯弹头，在冲锋枪的枪管里发射的枪口初速和枪口动能分別为530米／秒（1,700英尺／秒）和420 焦耳的（310英尺磅）。该子弹可在100米的距离上貫穿1.3（0.051英寸）的头盔钢板，以及在其以后的50（2.0英寸）厚松木板。细长的钢铅复合弹芯设计使得弹头在以较高速度击中软目标时容易产生翻滚，造成大容积空腔伤道，从而提高对有生目标的停止作用。

## 性能

### 結構
5.8×21毫米手槍子彈全彈長33.5毫米，全彈重6克，不及9×19公釐帕拉貝倫彈的彈頭重。比7.62×25mm托卡列夫手槍彈、7.62×17毫米和9毫米鲁格弹分別輕44％、22％和50％。採用瓶形、無凸緣、覆銅鋼彈殼，底緣直徑為8毫米。由於彈徑小，92式手槍的彈匣容彈量達到20發。發射藥採用雙基火藥，底火採用制式無鏽蝕底火。彈頭初速（V5）為480米／秒±10米／秒，最大膛壓220 MPa。在25米的距離上，射彈20發，R50≤22毫米，R100≤55毫米，為目前中國之內精度最好的手槍子彈。彈頭為尖頭、弧形及鋼芯鉛柱複合結構。在50米的距離上，穿透1.3毫米厚的232頭盔鋼板後，仍能穿透50毫米厚松木板。5.8毫米手槍子彈在肥皂中所產生的彈道空腔是9×19公釐帕拉貝倫彈的2.5倍；生物殺傷試驗，用灰色理論計算，5.8毫米手槍子彈的綜合效度比是0.925，9×19公釐帕拉貝倫彈是0.452，51式7.62毫米手槍彈是0.379。5.8毫米手槍彈綜合效度比分別高出兩彈1倍和1.4倍。

### 威力
5.8毫米手槍子彈雖然威力較大，但彈頭長徑比大，進入軟目標後阻力大，能量釋放快，通過目標後，餘能很小，無過分穿透危險。在侵徹肥皂試驗中，彈頭進入目標後約110毫米處開始翻滾，造成大容積空腔傷道，從而提高對有生目標的停止作用。該子彈可在100米的距離上貫穿1.3毫米（0.051英寸）的頭盔鋼板，以及在其以後的50毫米（2.0英寸）厚松木板。其发射所造成的伤口可以与标准型9×19公釐帕拉貝倫彈相当甚至更大。

### 後坐力
此外，5.8毫米手槍子彈還具有後坐力小、射擊舒適的優點。

## 使用枪械

### DAP-92子弹
- 92式5.8毫米手槍／QSZ-92-5.8
- 05式輕型衝鋒槍／QCQ-05（未加装消聲器）
- 06式手槍／QSZ-06（未加装消聲器）
- 11式小型手枪／QSZ-11（非主用弹种）

### DCV-05子弹
- 05式微声冲锋枪／QCW-05
- 06式微声手枪／QSW-06
- 11式小型手枪／QSZ-11
- 11式匕首枪／QSB-11

## 資料來源
1. ↑  .   [March 23, 2012]. （原始内容存档于2013-10-17）.
2. ↑  （英文）—5.8x21 China pistol / 5.8 DAP 92 / XCR 06 021 BGC 030 （页面存档备份，存于）
3. ↑  （英文）—Modern Firearms—QSZ-92 pistol （页面存档备份，存于）
4. ↑  （英文）—Modern Firearms—Type 05 5.8mm / JS 9mm submachine gun （页面存档备份，存于）
5. ↑  .   [2013-10-17]. （原始内容存档于2014-07-14）.

## 外部連結
- （简体中文）—D Boy Gun World（槍炮世界）—QSZ92自动手枪系统—DAP92式5.8mm手枪弹（页面存档备份，存于）